# Giulio Santagata
Giulio Santagata (Zocca, 1º ottobre 1949 – Modena, 5 gennaio 2024) è stato un economista e politico italiano, storico collaboratore di Romano Prodi, deputato alla Camera dal 30 maggio 2001 al 14 marzo 2013 per La Margherita e Partito Democratico e ministro per l'attuazione del programma di governo dal 17 maggio 2006 all'8 maggio 2008 nel secondo governo Prodi.

## Biografia
Nato a Zocca, in provincia di Modena, crebbe nella famiglia di un esponente modenese della Democrazia Cristiana, insieme al fratello, il futuro italianista Marco. Laureatosi in economia e commercio presso l'Università di Modena e Reggio Emilia, lavorò per vari anni come coordinatore dell'area bilancio e programmazione della regione Emilia-Romagna, per poi passare alla libera professione negli anni ottanta.
Primo dirigente della società Promo, e presidente di vari istituti di consulenza, dal 1995 iniziò la sua collaborazione con Romano Prodi. Nel 1996 approdò a Palazzo Chigi come Consigliere economico di Prodi, diventato Presidente del Consiglio, e nel 1999 approdò a Bruxelles presso la Commissione europea con Prodi Presidente della Commissione.
Alle elezioni politiche 2001 fu candidato alla Camera dei deputati nel collegio uninominale di Modena centro, sostenuto dalla coalizione di centro-sinistra L'Ulivo in quota La Margherita (lista elettorale centrista guidata da Francesco Rutelli), venendo per la prima volta eletto deputato. Nella XIV legislatura della Repubblica fu componente della 6ª Commissione Finanze e della Commissione parlamentare di vigilanza sull'anagrafe tributaria.
Nel 2002 aderì alla Margherita di Rutelli come partito, raccogliendo I Dem di Parisi, il Partito Popolare Italiano di Pierluigi Castagnetti e Rinnovamento Italiano di Lamberto Dini.
Alle elezioni politiche del 2006 venne ricandidato alla Camera, tra le liste de L'Ulivo (lista elettorale che univa La Margherita con i Democratici di Sinistra) nella circoscrizione Lazio 1 in terza posizione, dove confermò il suo seggio.
Nel febbraio 2005 fondò e diresse a Bologna la Fabbrica del Programma, un esperimento innovativo di comunicazione politica che ebbe una certa influenza nella stesura del programma de L'Unione. Nel settembre dello stesso anno curò le più importanti campagne elettorali affrontate da Prodi: le primarie de L'Unione del 18 ottobre e la campagna per le elezioni politiche del 2006, che Prodi vinse ambedue.
Il 17 maggio 2006 prestò giuramento come Ministro senza portafoglio per l'attuazione del programma di governo nel secondo esecutivo guidato da Prodi, carica che mantenne fino alla fine dell'esecutivo, l'8 maggio 2008. Rieletto per l'ultima volta alle politiche del 2008, il 2 febbraio 2012 fu l'unico ad astenersi sull'emendamento Pini alla Legge Comunitaria 2011 per l'introduzione della responsabilità civile dei magistrati nonostante la forte ostilità del suo partito, il PD, che votò contro. Il testo venne approvato con 264 sì, 211 no e un astenuto.
In vista delle imminenti elezioni politiche 2018, dopo il ritiro di Giuliano Pisapia e del suo progetto "Campo Progressista", di ispirazione ulivista, il 14 dicembre 2017, nacque la lista elettorale Italia Europa Insieme, nota semplicemente come Insieme, lista federante il Partito Socialista Italiano di Riccardo Nencini, i Verdi di Angelo Bonelli e i prodiani orfani di Pisapia, raccolti in Area Civica guidati da Santagata, a sostegno e collocata nella coalizione di centro-sinistra.
Morì il 5 gennaio 2024 a Modena, dopo un rapido aggravamento delle condizioni di salute, all'età di 74 anni.